# Clementino de Sousa e Castro
Clementino de Sousa e Castro (São Paulo, 4 de janeiro de 1846 — 13 de outubro de 1929) foi um advogado, violinista e político brasileiro. 
Exerceu as funções de promotor público, juiz, e foi presidente do Conselho de Intendência da cidade de São Paulo (equivalente ao atual cargo de prefeito) e ministro do Tribunal de Justiça de São Paulo. 

## Biografia
De família abastada, era filho de Bento Joaquim de Sousa e Castro e Henriqueta Viana Pereira de Lima e irmão de Antônio Bento de Sousa e Castro, Cirina de Sousa e Castro (Baronesa de Itapetininga e Baronesa de Tatuí), Anna Joaquina de Sousa e Castro Lisboa esposa de José Maria Lisboa, Antônio Quirino de Sousa e Castro, Clementina de Sousa e Castro, Fortunata de Sousa e Castro Thiollier, Teresa de Sousa e Castro, Francisco Xavier de Sousa e Castro e mais um irmão.
Em 1876 se forma em Direito Faculdade do Largo de São Francisco, viveu em Taubaté e Caçapava onde exerceu advocacia.
Republicano e abolicionista, era membro destacado da Loja Piratininga da Maçonaria, e muitas vezes auxiliou seu irmão, o grande abolicionista Antônio Bento, na causa da abolição dos escravos, não só financeiramente, mas também escondendo escravos fugidos em sua própria casa até que estes pudessem ir aos quilombo na baixada.
Colaborava com o Jornal Correio Paulistano quase sempre escrevendo sobre a República.
O Imperador Dom Pedro II aborrecido com seus artigos em vez de puni-lo, “jogou xadrez”, nomeou-o promotor público em Bragança Paulista, afastando assim ele da cidade de São Paulo.
Volta para São Paulo em 1880 para exercer o cargo de Juiz Substituto da Comarca da Capital. Acumulou a 1ª Vara de Órfãos e a 4ª Vara Criminal. Neste período, garantiu a execução da Lei Eleitoral conhecida como Lei Saraiva. 
Proclamada a República, foi nomeado sem remuneração de qualquer espécie, membro da comissão que fez o arrolamento dos livros, brochuras, imóveis e objetos existentes no Paço da Assembleia.
Em São Paulo, dissolvida a Câmara Municipal. pelo ato de 10 de janeiro de 1890, foi criado o Conselho Municipal de Intendências , no qual o Doutor Clementino foi eleito presidente desta instituição, exercendo o cargo com aplausos inclusive de seus adversários políticos, segundo registra Almanaque da época.
Exerceu o cargo de intendente de São Paulo de 12 de janeiro de 1890 a 12 de dezembro de 1891.
Prestou serviços não apenas na cidade de São Paulo, mas também para todo o estado, notadamente na organização completa da qualificação eleitoral que serviu para as eleições de deputados à Constituinte e primeiras eleições do Congresso Paulista, Deputados e Senadores Federais por São Paulo.

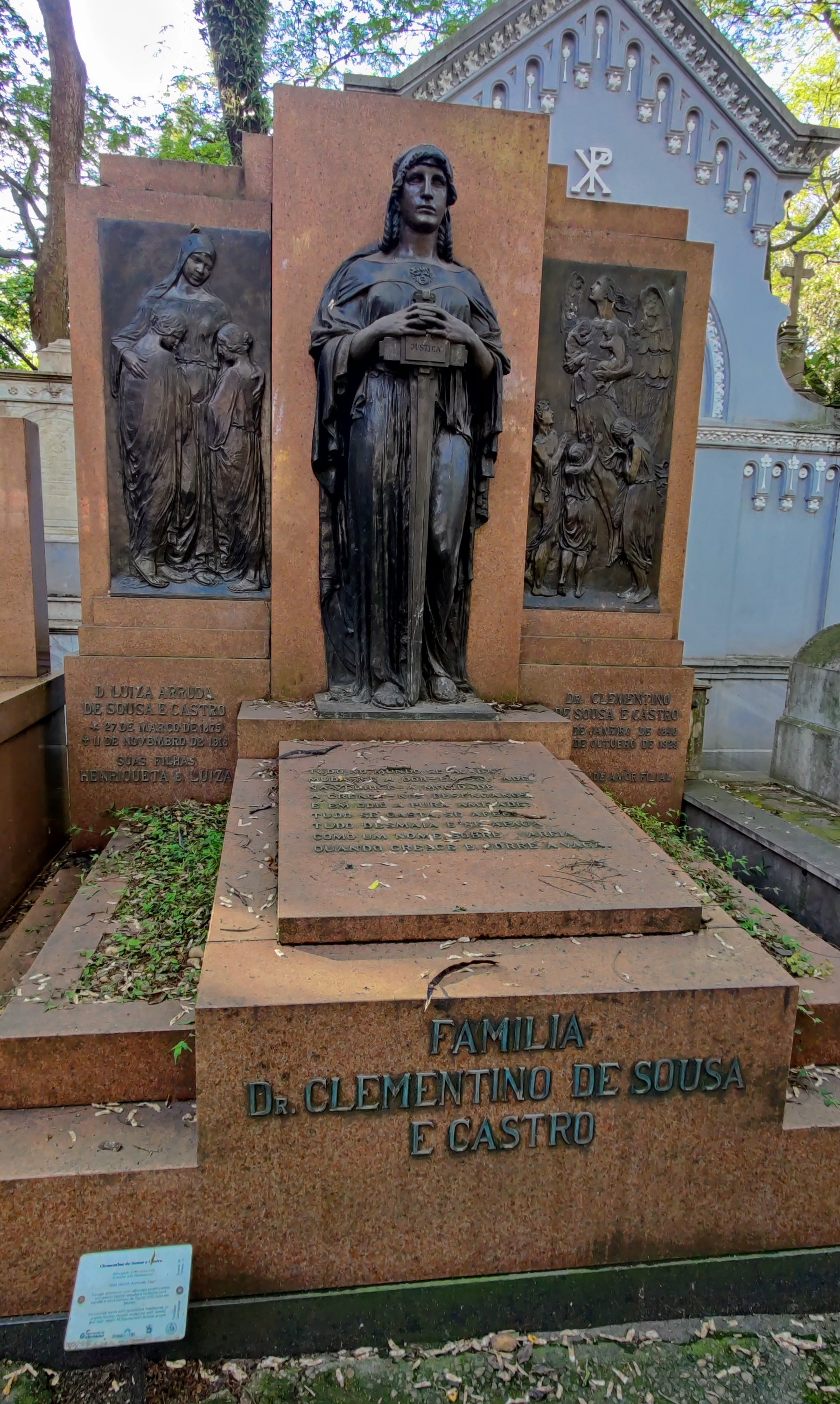
Túmulo de Clementino de Sousa e Castro e familiares no Cemitério da Consolação em São Paulo (2022)

São Paulo teve em Dr. Clementino o precursor de sua opulência urbana, foi um dos períodos de mais rápida expansão, a zona urbana avançou quilômetros de raio do centro antigo.
Foram urbanizados e anexados uns aos outros os bairros dos Campos Elísios, Santa Cecília, Consolação, Pari, Brás, Mooca, Liberdade, Vila Mariana, e na Chácara Bela Cintra foi rasgada uma avenida, a partir do Largo do Paraíso até aos Pinheiros com cerca de 3km de extensão por 30m de largura, toda beneficiada de pedregulhos, com largos passeios de ambos os lados e totalmente arborizada, esta é a atual avenida Paulista.
Ao sair da intendência da prefeitura, desgostoso com a atuação de alguns figurões do governo, declarou publicamente: “Esta não é a República que sonhei..., fiquem com essa política que é a arte de perder a vergonha sem corar...” e dedicou-se exclusivamente a Magistratura.
Torna-se desembargador do Tribunal de Justiça de São Paulo.
Casou-se em 1895 com Luísa de Oliveira Arruda, filha do médico e sanitarista Marcos de Oliveira Arruda, com quem teve filhos: Clementino, Hildebrando, Walter, Márcio, Zilda, Maércio, Taide, Walter e Luísa que morreu ainda criança.
Em 1895 escreve o livro “Analyse do Projecto do Codigo do Processo Criminal do Estado de São Paulo”. Foi membro efetivo da Academia Real de Ciências e Artes de Bruxelas, e do Instituto Histórico e Geográfico de São Paulo.

## Curiosidades
O bairro de Vila Clementino, localizado no distrito de Vila Mariana em São Paulo, foi nomeado em sua homenagem. Segundo a pesquisadora Ivette Gomes Moreira, em 1891, quatro anos depois do Matadouro Municipal de Vila Mariana ter sido inaugurado, um grupo de trabalhadores solicitou aumento salarial ao presidente da Câmara Municipal, Clementino de Sousa e Castro, assim se pronunciou: “Indico como solução ao pedido de aumento de ordenado feito por diversos empregados desta intendência, que se defira o pedido, aumentando-se-lhes 15% sobre o que recebem, isto quanto aos que não tiveram acréscimo".
Após algum tempo os moradores da região e funcionários do matadouro realizaram um abaixo assinado solicitando que parte do bairro Vila Mariana fosse chamado de Vila Clementino.
Outra curiosidade seria sua ligação com uma organização secreta apelidada de Burschenschaft (Bucha), que funcionaria na Faculdade de Direito do Largo São Francisco, que seria o equivalente no Brasil à Skull and Bones dos Estados Unidos da América.